# Loma Alta
Loma Alta es una localidad argentina ubicada en el departamento San Jerónimo de la provincia de Santa Fe. Se encuentra sobre la ruta provincial 6, 10 km al norte de Gálvez.
El canal Alessi permite el desagote de la localidad ante fuertes precipitaciones. En 2009 se proyectó un nuevo pozo para mejorar la calidad del agua, pero en 2011 se presentó un nuevo proyecto de acueducto que partiendo del río Coronda abastecería entre otras a la villa de Loma Alta.

## Población
Cuenta con 311 habitantes (Indec, 2010), lo que representa un incremento frente a los 262 habitantes (Indec, 2001) del censo anterior.
| Gráfica de evolución demográfica de Loma Alta entre 1991 y 2010 |
|                                                                 |
| Fuente: Censos nacionales del INDEC                             |